# Floryne
Floryne (ukrainisch Флорине; russisch Флорино Florino) ist ein Dorf im Südosten der ukrainischen Oblast Winnyzja mit etwa 3600 Einwohnern (2023).

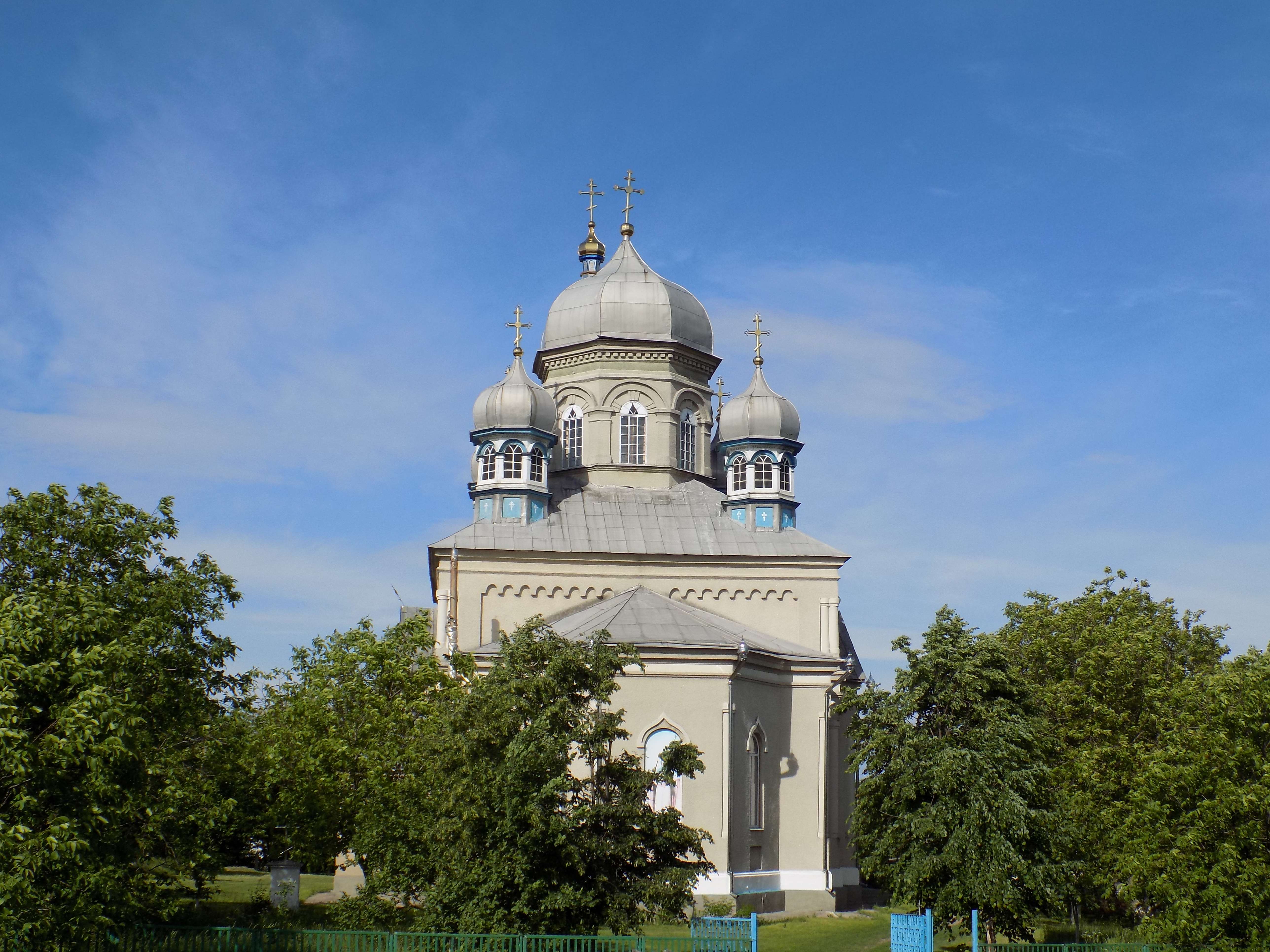
Kirche im Ort

Das in der historischen Region Podolien gelegene Dorf wurde erstmals 1697 schriftlich erwähnt.
Floryne liegt am Ufer der Dochna (Дохна), einem 74 km langen, rechten Nebenfluss des Südlichen Bugs.
Das ehemalige Rajonzentrum Berschad grenzt im Nordosten an das Dorf und das Oblastzentrum Winnyzja befindet sich etwa 160 km nordwestlich von Floryne. Durch das Dorf verläuft die Regionalstraße P–54. Floryne besitzt eine Bahnstation am Schmalspurnetz Hajworon.
Am 12. Juni 2020 wurde das Dorf ein Teil der neugegründeten Stadtgemeinde Berschad, bis dahin bildete es die gleichnamige Landratsgemeinde Floryne (Флоринська сільська рада/Florynska silska rada) im Zentrum des Rajons Berschad.
Am 17. Juli 2020 kam es im Zuge einer großen Rajonsreform zum Anschluss des Rajonsgebietes an den Rajon Hajssyn.